# Hebius weixiensis
Hebius weixiensis (вейсійський вуж) — вид змій родини полозових (Colubridae). Ендемік Китаю. Описаний у 2021 році.

## Поширення й екологія
Вейсійські вужі мешкають на заході китайської провінції Юньнань, у Вейсі-Лісуському та Юйлун-Насіському автономних повітах, на висоті від 2400 до 2450 м над рівнем моря.